# McLaren MP4/6
El McLaren MP4/6 es un coche de carreras de Fórmula 1 diseñado por Neil Oatley, Matthew Jeffreys, David North, David Neilson, Bob Bell y Mike Gascoyne de McLaren; propulsado por el motor Honda RA121E V12 para su uso en la temporada 1991 de Fórmula 1, con el diseño y desarrollo del motor dirigido por Osamu Goto. Fue conducido por el actual campeón mundial, el brasileño Ayrton Senna, y el austriaco Gerhard Berger. Ayrton Senna ganaría su tercer Campeonato del Mundo con el MP4/6. El MP4/6 se destacó por ser el último coche de F1 en ganar el campeonato con una caja de cambios manual y el único coche de F1 propulsado por un motor V12 en hacerlo.

## Diseño y pruebas de pretemporada
El MP4/6 fue el primer McLaren propulsado por un motor Honda V12, que Honda cotiza en 735 CV (725 CV; 541 kW) a 13.500 rpm. Berger probó el coche fuera de temporada, pero no quedó impresionado con la versión inicial del nuevo motor, ya que sentía que tenía poca potencia en comparación con el motor V10 de 690 bhp (515 kW; 700 PS) utilizado en el coche de 1990, el MP4/5B. Cuando Senna regresó para las pruebas de pretemporada, él y Berger, junto con Honda, se esforzaron para intentar resolver los problemas del motor. El dominio de McLaren a principios de año se debió principalmente a la falta de confiabilidad del Williams FW14 con motor Renault V10 de 700 bhp (522 kW; 710 PS).
En la segunda mitad de la temporada, Honda (a instancias de Senna) había logrado mejorar el motor a 780 hp (581,6 kW) a 14.800 rpm.
El MP4/6 corrió durante todo 1991 con una caja de cambios manual con patrón "H". Durante la temporada se probó una transmisión semiautomática (y se mostró en el Gran Premio de Hungría). El coche equipado con ella corrió 4 vueltas en la pista en los entrenamientos antes de que Senna hiciera un trompo; Luego, el coche se volvió a convertir a manual, pero nunca se consideró lo suficientemente bueno para usarlo en una carrera; Ferrari y Williams fueron los únicos equipos que utilizaron cajas de cambios semiautomáticas durante 1991. El MP4/6 pasaría a ser el último coche de Fórmula 1 en ganar un Campeonato Mundial utilizando una transmisión manual y el único coche de F1 en ganar el Campeonato Mundial con una Motor V12.

## Resumen de la temporada
Senna ganó las primeras cuatro carreras de la temporada, en los Estados Unidos, Brasil, San Marino y Mónaco, antes de que Williams y Nigel Mansell encontraran sus pies con el FW14, que dominaba a mitad de temporada. Los podios constantes durante todo el año ayudaron a McLaren, pero el brasileño insistió en que Honda intensificara su programa de desarrollo de motores y exigió nuevas mejoras al automóvil antes de que fuera demasiado tarde. Honda respondió con una versión actualizada del motor V12, mientras que Oatley rediseñó varias características del coche, particularmente los bastones y las alas. Senna ganó en Hungría y Bélgica antes de lograr su tercer y último Campeonato de Pilotos en Japón con el segundo lugar detrás de su compañero de equipo, Gerhard Berger; luego ganó la carrera final en Australia para asegurar el cuarto Campeonato de Constructores consecutivo del equipo.
McLaren continuó con el MP4/6, actualizado a la especificación 'B', durante las dos primeras carreras de 1992, y Senna terminó tercero en Sudáfrica. Luego, el MP4/6B fue reemplazado por el auto diseñado para la temporada 1992, el MP4/7A, que tenía transmisión semiautomática y control de tracción, aunque tres MP4/6B fueron llevados al Gran Premio de Brasil de 1992 como repuestos.
Algunos consideraban que el MP4/6 era el coche más competitivo en la Fórmula 1 hasta que Williams eligió el FW14, que era aerodinámica y técnicamente más avanzado. En total, el MP4/6 consiguió ocho victorias en Grandes Premios y diez poles y anotó 148 puntos. El coche puso fin al dominio de McLaren y Honda en este deporte, que se remonta a mediados de la década de 1980.

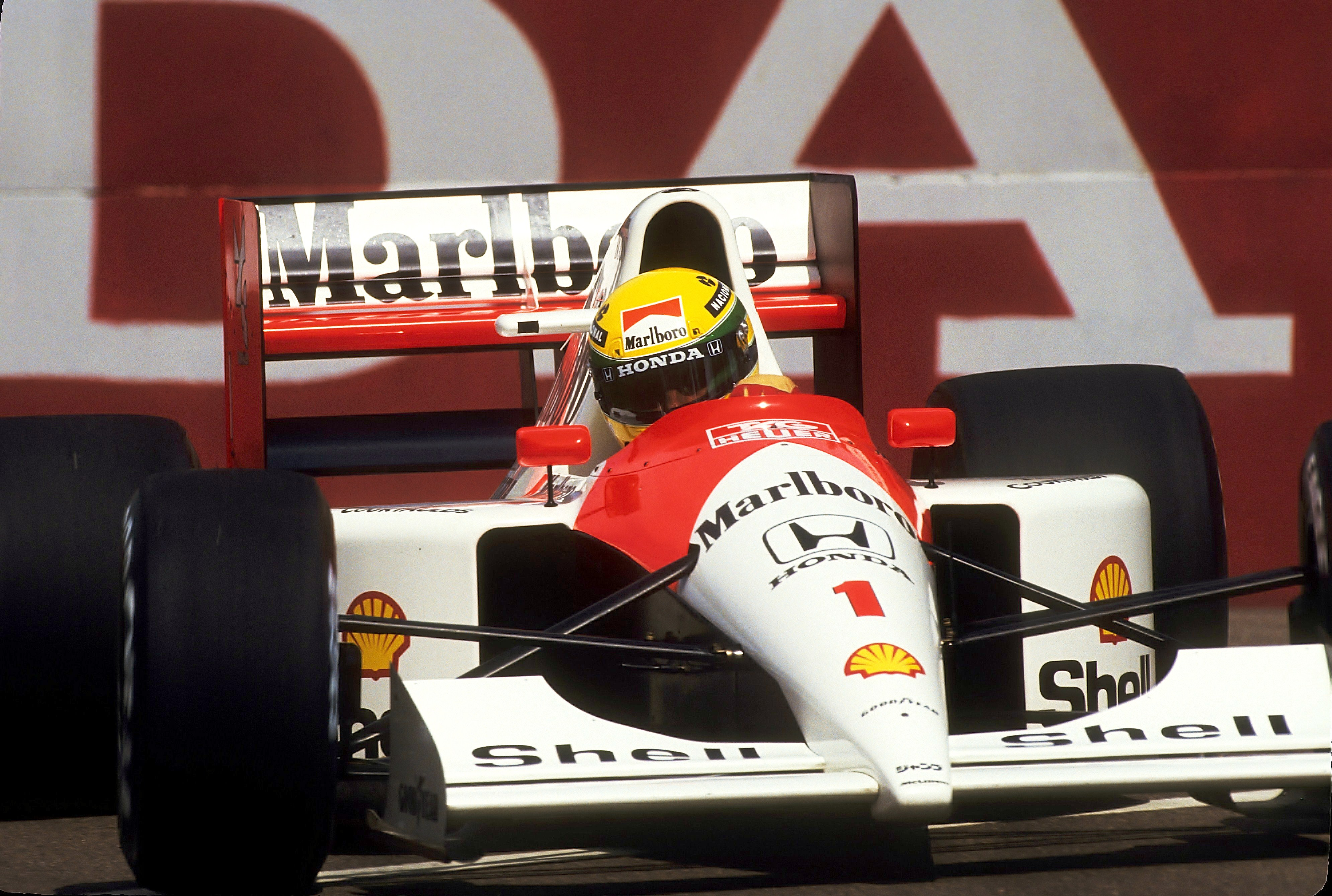
Ayrton Senna conduciendo el MP4/6 en el Gran Premio de los Estados Unidos de 1991, el cual ganó.
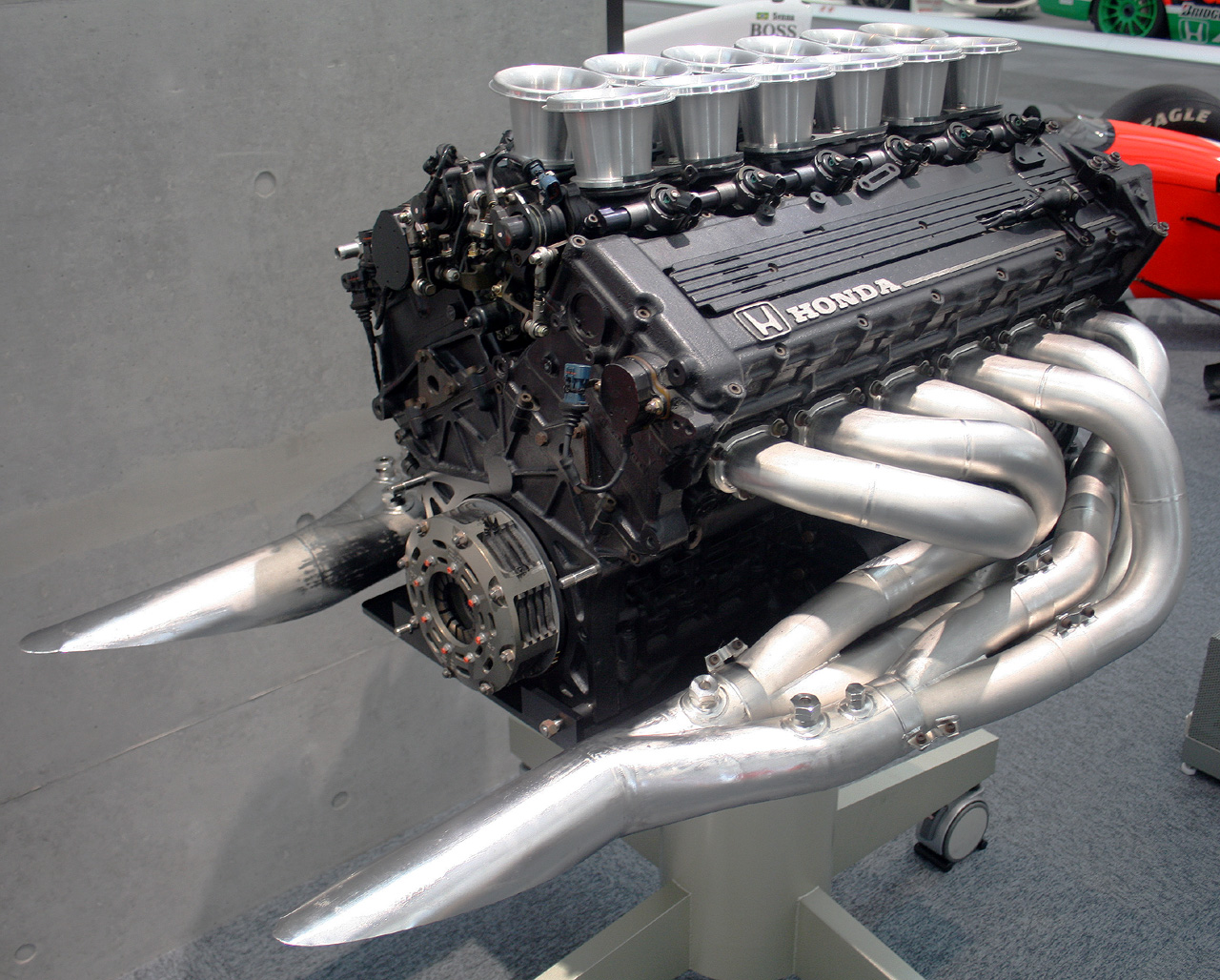
El motor Honda RA121E V12.

## En la cultura popular
El McLaren MP4/6 está incluido como coche clásico en los videojuegos Codemasters F1 2017, F1 2018, F1 2019 y F1 2020. También aparece en Automobilista 2 en el mismo paquete del McLaren MP4/7A y el McLaren MP4/8.

## Resultados
(Clave) (negrita indica pole position) (cursiva indica vuelta rápida)

| Año     | Chasis | Motor     | Neu. | N.º | Pilotos        | 1   | 2   | 3   | 4   | 5   | 6   | 7   | 8   | 9   | 10  | 11  | 12  | 13  | 14  | 15  | 16  | Puntos | Pos. |
| ------- | ------ | --------- | ---- | --- | -------------- | --- | --- | --- | --- | --- | --- | --- | --- | --- | --- | --- | --- | --- | --- | --- | --- | ------ | ---- |
| 1991    | MP4/6  | Honda V12 | G    |     |                | USA | BRA | SMR | MON | CAN | MEX | FRA | GBR | GER | HUN | BEL | ITA | POR | ESP | JPN | AUS | 139    | 1.º  |
| 1991    | MP4/6  | Honda V12 | G    | 1   | Ayrton Senna   | 1   | 1   | 1   | 1   | Ret | 3   | 3   | 4   | 7   | 1   | 1   | 2   | 2   | 5   | 2   | 1   | 139    | 1.º  |
| 1991    | MP4/6  | Honda V12 | G    | 2   | Gerhard Berger | Ret | 3   | 2   | Ret | Ret | Ret | Ret | 2   | 4   | 4   | 2   | 4   | Ret | Ret | 1   | 3   | 139    | 1.º  |
| 1992    | MP4/6B | Honda V12 | G    |     |                | RSA | MEX | BRA | ESP | SMR | MON | CAN | FRA | GBR | GER | HUN | BEL | ITA | POR | JPN | AUS | 99*    | 2.º  |
| 1992    | MP4/6B | Honda V12 | G    | 1   | Ayrton Senna   | 3   | Ret |     |     |     |     |     |     |     |     |     |     |     |     |     |     | 99*    | 2.º  |
| 1992    | MP4/6B | Honda V12 | G    | 2   | Gerhard Berger | 5   | 4   |     |     |     |     |     |     |     |     |     |     |     |     |     |     | 99*    | 2.º  |
| Fuente: |        |           |      |     |                |     |     |     |     |     |     |     |     |     |     |     |     |     |     |     |     |        |      |

- * 9 puntos obtenidos con el MP4/6B. El resto de los puntos fueron obtenidos con el MP4/7A.